# Хантер, Стивен (баскетболист)
Стивен Деон Хантер (англ. Steven Deon Hunter; род. 31 октября 1981, Чикаго) — американский профессиональный баскетболист, игравший на позиции центрового.

## Ранние годы
Хантер играл в баскетбол в средней школе Провизо-Ист, которая подготовила других игроков НБА, таких как Шерелл Форд, Майкл Финли, Джим Брюэр, Док Риверс, Ди Браун, Донни Бойс, Реджи Джордан, Шеннон Браун, Стерлинг Браун и Джевон Картер. Затем Хантер провел два года в Университете Де Пола в Чикаго, прежде чем объявил, что имеет право участвовать в драфте НБА 2001 года.

## Профессиональная карьера
Будучи новичком, Хантер установил высший рекорд в карьере, набрав 17 очков 5 декабря 2001 года в победе над «Чикаго Буллз» со счетом 102–74.
В 2002 году во время тренировочного сбора с «Орландо Мэджик» он получил травму передней крестообразной связки и пропустил 49 игр в сезоне НБА 2002/2003.
24 апреля 2005 года, тогда еще в составе «Финикс Санз», Хантер набрал рекордные для постсезона 16 очков, а также сделал 5 подборов в победной игре против «Мемфис Гриззлис» (114:103). Клуб в конечном итоге вышел в финал Западной конференции, где проиграл «Сан-Антонио Спёрс» .
В межсезонье 2005 года в качестве свободного агента он подписал контракт с клубом «Филадельфия Севенти Сиксерс». 1 февраля 2006 года его обменяли в «Нью-Орлеан Хорнетс» в обмен на два выбора во втором раунде драфта в 2006 и 2007 годах. 10 февраля президент Филадельфии Билли Кинг объявил, что «Хорнетс» расторгли сделку.
10 сентября 2007 года «Филадельфия» обменяла Хантера с Бобби Джонсом в «Денвер Наггетс» на Реджи Эванса и права драфта на Рики Санчеса.
7 августа 2009 года «Наггетс» обменяли Хантера и защищенный лотереей выбор в первом раунде драфта 2010 года в «Мемфис Гриззлис» на будущий выбор во втором раунде.
Последний матч Хантера в НБА состоялся 6 февраля 2010 года, когда «Мемфис» проиграл «Миннесоте Тимбервулвз» со счетом 102:109, где он набрал 2 очка и 1 подбор за 5 минут игры.
В октябре 2011 года он подписал контракт с «Динамо Сассари» из Италии.
В 2014 году Хантер стал послом «Финикс Санз» в Аризоне.

## Статистика в НБА
| Сезон                                                                                    | Команда     | Регулярный сезон | Регулярный сезон | Регулярный сезон | Регулярный сезон | Регулярный сезон | Регулярный сезон | Регулярный сезон | Регулярный сезон | Регулярный сезон | Регулярный сезон | Регулярный сезон | Серия плей-офф | Серия плей-офф | Серия плей-офф | Серия плей-офф | Серия плей-офф | Серия плей-офф | Серия плей-офф | Серия плей-офф | Серия плей-офф | Серия плей-офф | Серия плей-офф |
| Сезон                                                                                    | Команда     | GP               | GS               | MPG              | FG%              | 3P%              | FT%              | RPG              | APG              | SPG              | BPG              | PPG              | GP             | GS             | MPG            | FG%            | 3P%            | FT%            | RPG            | APG            | SPG            | BPG            | PPG            |
| ---------------------------------------------------------------------------------------- | ----------- | ---------------- | ---------------- | ---------------- | ---------------- | ---------------- | ---------------- | ---------------- | ---------------- | ---------------- | ---------------- | ---------------- | -------------- | -------------- | -------------- | -------------- | -------------- | -------------- | -------------- | -------------- | -------------- | -------------- | -------------- |
| 2001/02                                                                                  | Орландо     | 53               | 21               | 9,7              | 45,6             | 0,0              | 58,5             | 1,8              | 0,1              | 0,1              | 0,8              | 3,6              | Не участвовал  | Не участвовал  | Не участвовал  | Не участвовал  | Не участвовал  | Не участвовал  | Не участвовал  | Не участвовал  | Не участвовал  | Не участвовал  | Не участвовал  |
| 2002/03                                                                                  | Орландо     | 33               | 5                | 13,5             | 54,4             | 0,0              | 40,9             | 2,8              | 0,2              | 0,3              | 1,1              | 3,9              | 7              | 0              | 5,7            | 30,0           | 0,0            | 0,0            | 0,4            | 0,1            | 0,0            | 0,4            | 0,9            |
| 2003/04                                                                                  | Орландо     | 59               | 23               | 13,4             | 52,9             | 0,0              | 33,3             | 2,9              | 0,2              | 0,1              | 1,2              | 3,2              | Не участвовал  | Не участвовал  | Не участвовал  | Не участвовал  | Не участвовал  | Не участвовал  | Не участвовал  | Не участвовал  | Не участвовал  | Не участвовал  | Не участвовал  |
| 2004/05                                                                                  | Финикс      | 76               | 3                | 13,8             | 61,4             | 0,0              | 47,9             | 3,0              | 0,2              | 0,1              | 1,3              | 4,6              | 15             | 0              | 14,2           | 55,8           | 0,0            | 60,0           | 2,5            | 0,2            | 0,1            | 1,2            | 4,0            |
| 2005/06                                                                                  | Филадельфия | 69               | 35               | 19,0             | 60,1             | 0,0              | 51,4             | 3,9              | 0,2              | 0,2              | 1,1              | 6,1              | Не участвовал  | Не участвовал  | Не участвовал  | Не участвовал  | Не участвовал  | Не участвовал  | Не участвовал  | Не участвовал  | Не участвовал  | Не участвовал  | Не участвовал  |
| 2006/07                                                                                  | Филадельфия | 70               | 41               | 22,9             | 57,7             | 0,0              | 49,0             | 4,8              | 0,4              | 0,2              | 1,1              | 6,4              | Не участвовал  | Не участвовал  | Не участвовал  | Не участвовал  | Не участвовал  | Не участвовал  | Не участвовал  | Не участвовал  | Не участвовал  | Не участвовал  | Не участвовал  |
| 2007/08                                                                                  | Денвер      | 19               | 2                | 6,3              | 53,6             | 0,0              | 45,0             | 1,5              | 0,0              | 0,0              | 0,3              | 2,1              | 2              | 0              | 2,5            | 0,0            | 0,0            | 0,0            | 1,0            | 0,0            | 0,0            | 0,0            | 0,0            |
| 2009/10                                                                                  | Мемфис      | 21               | 0                | 7,5              | 39,5             | 0,0              | 52,8             | 2,0              | 0,0              | 0,0              | 0,5              | 2,5              | Не участвовал  | Не участвовал  | Не участвовал  | Не участвовал  | Не участвовал  | Не участвовал  | Не участвовал  | Не участвовал  | Не участвовал  | Не участвовал  | Не участвовал  |
| Наведите курсор мыши на аббревиатуры в заголовке таблицы, чтобы прочесть их расшифровку. |             |                  |                  |                  |                  |                  |                  |                  |                  |                  |                  |                  |                |                |                |                |                |                |                |                |                |                |                |